# جمع اوالد
جمع اوالد (انگلیسی: Ewald summation) روشی برای مطالعهٔ انرژی بلورهای یونی است که نخستین بار در سال ۱۹۲۱ و توسط فیزیکدان آلمانی پائول پیتر اوالد ابداع شد.